# Eşfāk
Eşfāk (persiska: اصفاک, Aspāk, Aşfāk) är en ort i Iran.   Den ligger i provinsen Khorasan, i den nordöstra delen av landet, 600 km öster om huvudstaden Teheran. Eşfāk ligger 1 028 meter över havet och antalet invånare är 110.
Terrängen runt Eşfāk är platt åt nordost, men åt sydväst är den kuperad.Runt Eşfāk är det mycket glesbefolkat, med 5 invånare per kvadratkilometer. Det finns inga andra samhällen i närheten. Trakten runt Eşfāk är ofruktbar med lite eller ingen växtlighet.